# Kergoat (rivière)
Pour les articles homonymes, voir Kergoat.
Le Kergoat est une rivière du centre de la Bretagne, affluente de la rivière l'Hyères, s'écoulant d'est en ouest sur environ 20 km, au sud de Carhaix-Plouguer. C'est donc un sous-affluent du fleuve l'Aulne.

## Géographie
Elle prend sa source au sud-est de la commune de Maël-Carhaix, dans les Côtes-d'Armor, dont elle constitue en partie la limite administrative sud. Son cours est ensuite intégré au canal de Nantes à Brest jusqu'à sa confluence avec l'Hyères, sur la commune de Saint-Hernin, dans le Finistère.